# Marcy (Rhône)
Marcy település Franciaországban, Rhône megyében. Lakosainak száma 879 fő (2022. január 1.). Marcy Lachassagne, Alix, Charnay, Lucenay és Morancé községekkel határos.

## Népesség
A település népességének változása:
| Lakosok száma | 617  | 678  | 735  | 726  | 755  | 768  | 805  | 842  | 879  |
|               | 2013 | 2015 | 2016 | 2017 | 2018 | 2019 | 2020 | 2021 | 2022 |